# 리처드 드루
리처드 드루(Richard Drew, 1946년 12월 6일 ~ )는 AP 통신 사진 기자이다. 2001년에 그는 "떨어지는 남자"라는 제목으로 9·11 테러 공격 이후 세계 무역 센터에서 떨어지는 한 남자의 모습을 포착했다. 영국 다큐멘터리 9/11: 이 사진에 관한 떨어지는 남자는 2007년 9월 10일 디스커버리 타임즈 채널에서 초연되었다.
드루는 로버트 F. 케네디 암살 사건에 참석한 네 명의 언론 사진기자 중 한 명이었다.